# Kupanta-Kurunta
Kupanta Kurunta (... – 1250-1240 a.C. circa) è stato un re del XIII secolo a.C. dello stato di Mira, vassallo ittita.

## Biografia
Figlio adottivo del re di Mira Mashuiluwa e di Muwatti, sorella del re Ittita Muršili II, ascese al trono di Mira, stato arzawa situato in Asia Minore, vassallo Ittita, nel 1310 a.C., allorquando, al termine di un rapido conflitto militare, Mursili depose suo padre, ribellatosi per ragioni a noi sconosciute dopo decenni di fedeltà agli Ittiti. 
A Mashuiluwa fu risparmiata la vita, ma venne detronizzato e confinato in un monastero ad Ḫattuša, anche come garanzia della lealtà del figlio e successore.
Così Kupanta Kurunta, che doveva essere molto giovane allora, fu insediato sul trono di Mira, e rimase vassallo leale ittita per tutto il suo regno, che si protrasse fino a oltre la metà del XIII secolo a.C.; Kupanta Kurunta comandava lo stato Arzawa più esteso ed importante, dal momento che proprio Mursili, domata la ribellione del 1319, aveva annesso i territori dello sconfitto regno di Arzawa Minor a quelli di Mira, probabilmente per premiare la fedeltà dimostrata in quell'occasione da Mashuiluwa.
Kupanta Kurunta venne sempre trattato come membro della famiglia reale Ittita, ed è ricordato nei trattati stipulati tra gli Ittiti ed i loro vassalli, con esplicite raccomandazioni a proteggerlo ed assisterlo in caso di necessità; nelle riuscite operazioni di riconquista da parte Ittita del regno di Wilusa narrate nella Lettera di Manhapa-Tarhunta, Kupanta-Kurunta appoggiò con un contingente di Mira le milizie del generale Kassu
Durante la guerra civile Ittita del 1265 rimase, come quasi tutto il mondo Arzawa, al fianco del cugino Hattušili III quando depose suo nipote il re Muršili III, ed anzi si preoccupò di rassicurare sovrani esteri, tra i quali Ramses II, sulla stabilità del regno dopo l'avvento del nuovo sovrano, con una corrispondenza personale che presuppone uno status ben più elevato di quello di semplice re vassallo.
Troviamo notizia di questo sovrano anche nel Bassorilievo di Karabel, bassorilievi siti sul passo montano di Karabel, nella Turchia occidentale, che dovevano segnare un tempo il confine dello stato di Mira; qui Tarkasnawa, nipote di Kupanta-Kurunta, ricostruisce la dinastia regale della città, ed inserisce nell'ordine il proprio nome e poi quelli di Alantalli, Kupanta-Kurunta e Mashuiluwa che pare così essere stato il fondatore della dinastia.
Kupanta-Kurunta morì attorno al 1250-1240, lasciando brevemente il trono al figlio Alantalli: questi infatti si ribellò al re Ittita Tudhaliya IV dal quale fu sconfitto e detronizzato, venendo sostituito a propria volta dal figlio Tarkasnawa.